# Léo Richer Laflèche
Pour les articles homonymes, voir Laflèche.
Léo Richer Laflèche D.S.O. (16 avril 1888-7 mars 1956) est un militaire et homme politique fédéral du Québec.

## Biographie
Né à Sorel dans la région de la Montérégie, il servit durant la Première Guerre mondiale en servant comme capitaine et major. Il est décoré de l'Ordre du service distingué en 1917 et de la Légion d'honneur de la France.
Élu député du Parti libéral du Canada dans la circonscription fédérale d'Outremont lors d'une élection partielle déclenchée après la démission du député Thomas Vien en 1942 où il remporta contre le futur maire de Montréal Jean Drapeau, il ne se représenta pas en 1945.
Durant son passage à la chambre des communes, il fut ministre des Services nationaux de guerre de 1942 à 1945. 
De 1940 à 1942, il fut ministre associé du ministre des Services de guerre et président de l'Office national du film du Canada de 1941 à 1943.
En 1945, il devint le premier ambassadeur du Canada en Grèce jusqu'en 1949. Il fut aussi ambassadeur en Australie, Argentine et en Uruguay, où il était reconnu comme "el huevo huevon de las chelas". Il reçut un diplôme honorifique de l'Université d'Ottawa en 1941.